# هاري واتسون
هاري واتسون (بالإنجليزية: Harry Watson)‏ (ولد 1904 - توفي 1996)، هو دراج نيوزلندي سابق.

## الإنجازات
- 1927 فيكتوريا  أستراليا: المركز الأول في بطولة الفرق، جائزة دنلوب الكبرى.

بطولة أستراليا الوطنية لسباق الدراجات على الطريق
- 1927 فيكتوريا  أستراليا: ميدالية  فضية.
- 1934 فيكتوريا  أستراليا: ميدالية  فضية.

## السباقات
- المركز 19 في سباق طواف فرنسا 1928.[1]
- المركز الثاني في سباق سنتينري 1000 [الإنجليزية]

## روابط خارجية
- هاري واتسون على موقع أرشيف الدراجات (الإنجليزية)
- هاري واتسون على موقع إحصائيات الدراجات الإحترافية (الإنجليزية)